# Герб Берегівського району
Герб Бе́регівського райо́ну — офіційний символ Берегівського району Закарпатської області затверджений рішенням сесії районної ради 28 жовтня 2002 року.

## Опис
Герб являє собою польський щит із золотим окаймленням, пересічений і розсічений срібним прямим хрестом на чотири частини. У верхньому правому синьому полі розміщено золоте гроно винограду між двома зеленими листками. У верхньому лівому червоному — три зелені дубові листки з двома золотими жолудями. У нижньому правому червоному — чорний ведмідь, який тримає в лапах золотий щит. У нижньому лівому синьому — дві срібні риби одна над одною.
Під щитом розміщено синю стрічку з написом українською та угорською мовами «Берегівський район» та дати «1945» і «2002».